# Alexandre Lobanov
Pour les articles homonymes, voir Lobanov.
Alexandre Pavlovitch Lobanov est un créateur russe d'Art brut, né le 30 août 1924 et mort en avril 2003.

## Biographie
Il est né à Mologa, une petite ville sur un affluent de la Volga qui fut ensevelie par la mise en eau du réservoir de Rybinsk, au début des années 1940. Ses proches racontent qu’Alexandre est devenu sourd et muet vers l’âge de six ans à la suite d’une méningite. En 1937, la famille fut transplantée à Iaroslavl, capitale de la province. Alexandre entra à l’hôpital psychiatrique en 1945, après le décès de son père. Il fut ensuite transféré à l'hôpital d'Afonino en 1947, dans la vaste plaine russe, où il passa le restant de ses jours jusqu’en 2003.
Son œuvre étonnante, amorcée au début des années 1960, est une vision en abîme, voire une parodie de l’URSS, peu volumineuse, aux confins de l’art populaire et de la dérive psychotique. Elle est magnifiquement construite, attachante par sa couleur et son harmonie.
Alexandre Lobanov n'a reçu ses papiers d'identité et sa retraite qu'en septembre 1999, alors que le Musée d'art de Iaroslavl (Musée d'État) célébrait les 75 ans de l'artiste.